# Isabella Valency Crawford

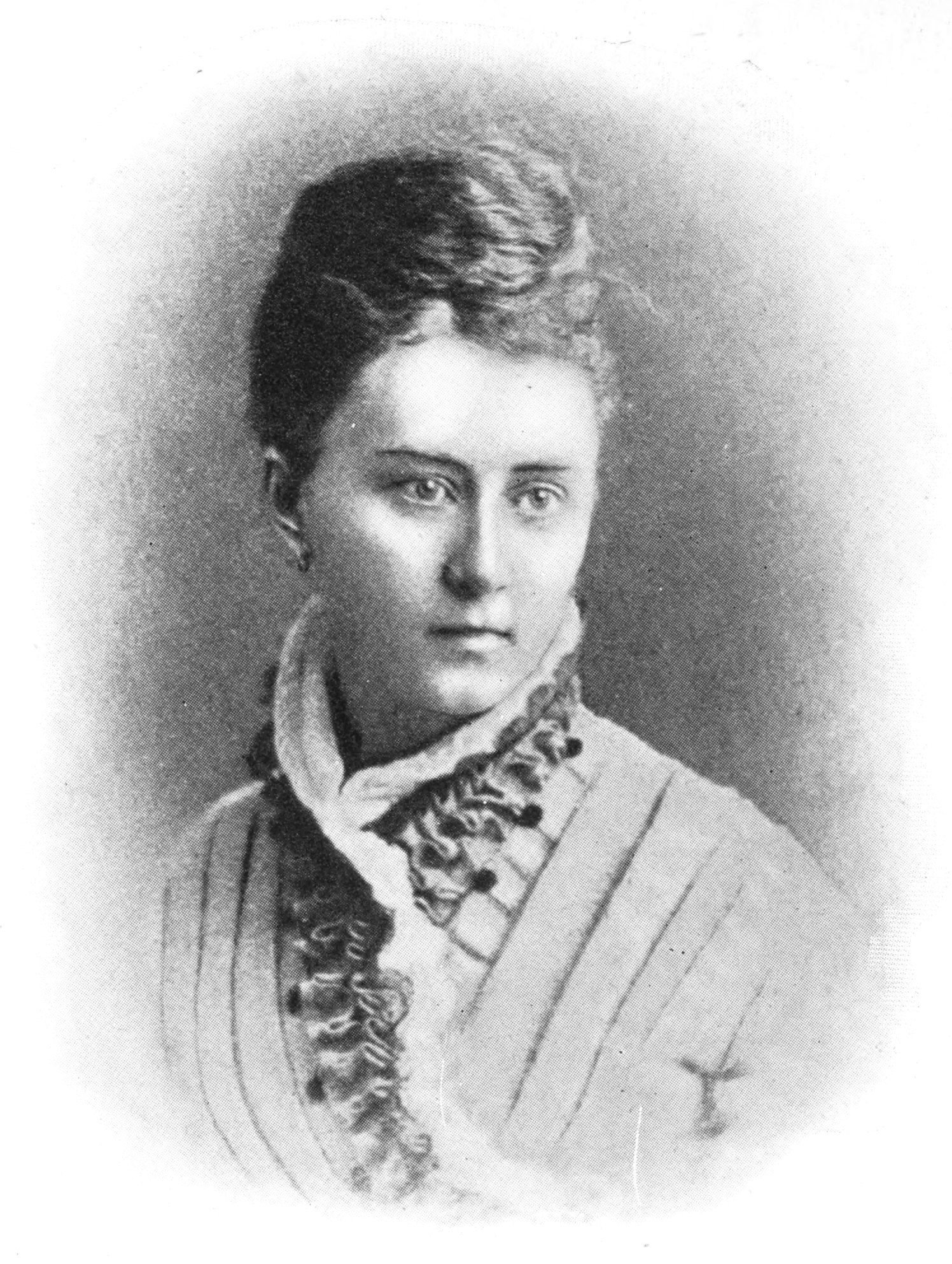
Isabella Valency Crawford

Isabella Valancy Crawford (Dublino, 25 dicembre 1850 – Toronto, 12 febbraio 1887) è stata una poetessa canadese.

## Biografia

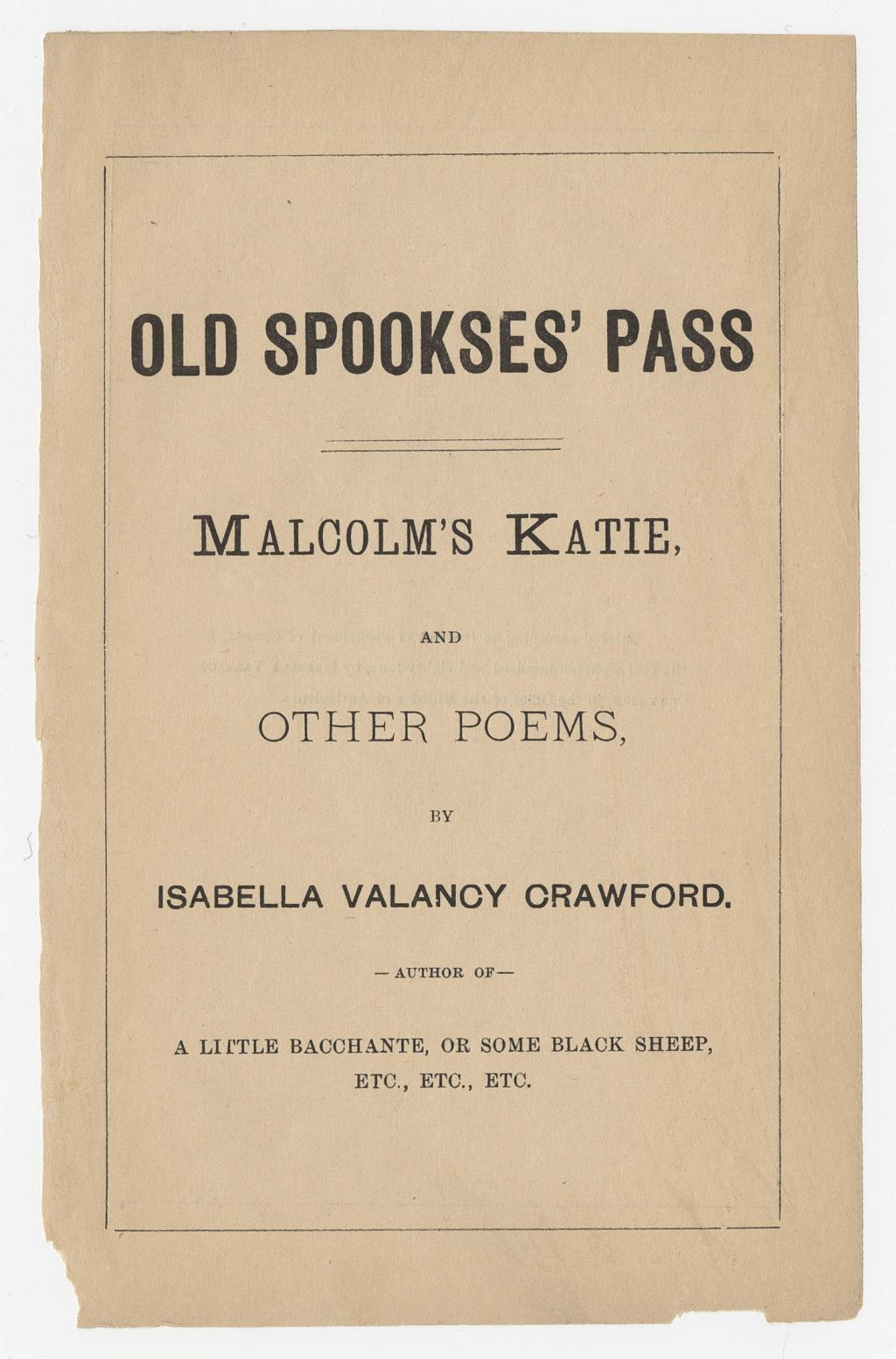
La copertina di Old Spookses' Pass, Malcolm's Katie and Other Poems, 1884.

Nacque a Dublino, in Irlanda, il giorno di Natale del 1846 in una numerosa famiglia, la sesta e ultima figlia del dottor Stephen Crawford.
La sua famiglia emigrò in Canada quando aveva dieci anni e si spostò in varie località prima di stabilizzarsi in Ontario.
Dopo la morte del padre iniziò la sua carriera di scrittrice, dedicandosi alla poesia, ai brevi racconti e alle novelle, pubblicati da un buon numero di riviste e giornali canadesi, tra cui Mail, Globe, National e Evening Telegram.
Il suo primo libro, intitolato Old Spookses' Pass, Malcolm's Katie and Other Poems, del 1884, riscosse un buon successo di critica e di pubblico, e fu l'unico ad essere pubblicato durante la sua vita.
Crawford morì all'età di 36 anni a causa di una malattia cardiaca, mentre si trovava a Toronto.
Crawford fu una scrittrice prolifica e seguì la moda del feuilleton e alcuni elementi letterari di Charles Dickens. Complessivamente, le sue opere si possono definire romanzi-gotici-romantici.
Nel XX secolo i critici letterari hanno apprezzato positivamente i lavori della Crawford: J.W. Garvin, nella sua antologia del 1916, intitolata Poeti Canadesi, affermò che Crawford era «una delle più grandi poeti donne». 
Il rinnovato interesse per i lavori della Crawford portò alla pubblicazione di manoscritti dimenticati e articoli critici negli anni '70. Una ristampa di una antologia delle poesie nel 1972, con un'introduzione del poeta James Reaney, rese il lavoro di Crawford disponibile al grande pubblico, così come la pubblicazione di sei dei suoi racconti, a cura di Penny Petrone, che apparve nel 1975 e nel 1977, e infine la stampa di un lungo poema incompiuto, Hugh and Ion, sempre in quegli anni.
Tra le opere della Crawford, la maggior parte dell'attenzione critica è andata a Malcolm's Katie. Quella poesia è una lunga narrativa in versi, che tratta principalmente dell'amore e delle prove dei giovani Max e Katie nella boscaglia canadese del XIX secolo, ma descrive anche la guerra tra il Nord e il Sud, oltre che tematiche come la fratellanza, il pacifismo, la salvaguardia della natura, la parità dei sessi, l'odio di classe e i pregiudizi razziali. In questa opera l'autrice fu influenzata da Alfred Tennyson.

## Opere
- Old Spookses' Pass, Malcolm's Katie and Other Poems, 1884
- The Collected Poems of Isabella Valancy Crawford, 1905
- Isabella Valancy Crawford, 1923
- Hugh and Ion, 1977
- Malcolm's Katie, 1987